# Giuseppe Vignoli
Giuseppe Vignoli (Camerino, 20 agosto 1710 – Forlì, 2 aprile 1782) è stato un vescovo cattolico italiano.

## Biografia
Patrizio di Camerino, è vescovo di San Severino Marche dal 14 giugno 1746 al 19 dicembre 1757, quando diventa vescovo di Carpentras, carica che ricopre fino al 5 luglio 1776
Dal 15 luglio 1776 fino alla morte, avvenuta il 2 aprile 1782, infine, è vescovo di Forlì.

## Genealogia episcopale
La genealogia episcopale è:
- Cardinale Scipione Rebiba
- Cardinale Giulio Antonio Santori
- Cardinale Girolamo Bernerio, O.P.
- Arcivescovo Galeazzo Sanvitale
- Cardinale Ludovico Ludovisi
- Cardinale Luigi Caetani
- Cardinale Ulderico Carpegna
- Cardinale Paluzzo Paluzzi Altieri degli Albertoni
- Cardinale Flavio Chigi
- Papa Clemente XII
- Cardinale Giovanni Antonio Guadagni, O.C.D.
- Vescovo Giuseppe Vignoli